# 雅樂 (朝鮮)
朝鮮雅樂是一种朝鲜宫廷音乐。它源于中國雅樂。雅樂起初是在朝鮮“宗廟祭禮”中演奏，此后也在其他场合作为朝鲜宫廷音乐演奏，并经常带有歌颂当时统治者的歌词。
雅樂最初于1116年经由中国宋朝皇帝宋徽宗赠与的乐器以及中國雅樂樂譜引入高麗王朝，一度十分流行，起初有不少于456种不同曲调。在1430年朝鮮王朝初期，基于旧曲调的重整，它再度复兴。该音乐如今高度专业化，并仅使用两种不同的现存曲调，只在特定的极少见的音乐会上方被演奏，如“文廟祭禮”（韓語：(在首尔的首尔文庙每年春、秋对孔子的献祭)。
雅樂是三种朝鲜宫廷音乐之一。另外两种是唐樂和鄉樂。雅樂与唐樂类似，均极少演奏并均有中国的影响。